# Mănăstirea Catrinari
Mănăstirea Catrinari este un complex monahal cu hramul  „Adormirea Maicii Domnului”
,   ridicat într-o zonă care administrativ aparține de Comuna Panaci, pe teritoriul satului Catrinari.

## Istoric
Construcția complexului s-a efectuat  în perioada 2006-2008.    

Așezământul religios a fost sfințit în anul 2007 și este condus actual de un stareț împreună cu 6 călugărițe.

## Caracteristici
Mănăstirea aparține de Arhiepiscopia Sucevei și Rădăuților și se află localizată pe Muntele Păltiniș la altitudinea de 1.426 metri în aria Munților Bistriței.
Complexul monahal-social se întinde pe 1,52 ha și are o biserică, clopotniță, chilii, un praznicar și anexe gospodărești.
Hramul mănăstirii se celebrează în fiecare an în ziua de 15 august.

## Oportunități turistice de vecinătate
- Pasul Păltiniș care este cale de acces între Vatra Dornei și Județul Neamț , cu drum pavat cu bârne de lemn.
- Catedrala Munților din Panaci
- Ansamblul monahal Schitul Piatra Tăieturii
- Izvoarele de apă minerală
- Depozitul fosilifer Glodu
- Arborele Zmeu